# 毛泽东塑像列表
这是一个毛泽东塑像的列表，包括了曾经存在现已拆毁的和现时存在的。

## 统计数字
- 1978年7月底省市级党政机关大院有塑像2115座。[1]

## 中国

### 广场公园和厂村

#### 华东和东北
- 北京
  -     - 海军司令部大院
    - 国家林业和草原局（原林业部）
    - 中国石油勘探开发研究院
    - 中国人民解放军火箭军大院
- 山东
  - 济南
    - 原北园人民公社，落成于1970年8月9日，毛泽东于1958年的8月9日来这里视察，并发出了“人民公社好”的号召。[2]
    - 英雄山市民广场，迁徙自济南毛泽东思想展览馆。
    - 北园水屯中学

  - 济宁
    - 济宁市群众艺术馆

  - 莒县
    - 刘家菜园村，落成于1968年。[3]
- 黑龙江
  - 密山县连珠山镇，原475军工厂门前，已拆毁
- 河南
  - 郑州紫荆山广场
  - 洛阳
    - 王城公园
    - 中国第一拖拉机厂（中国一拖集团有限公司）
    - 洛阳轴承厂（洛阳轴承集团股份有限公司）
    - 伊川县北凤山生态园伟人广场，立于2003年。

  - 开封
    - 汴京公园
    - 开封化肥厂，1968年12月26日。
    - 开封锅炉厂

  - 漯河市
    - 临颍县南街村，以「集体主义」知名的农村

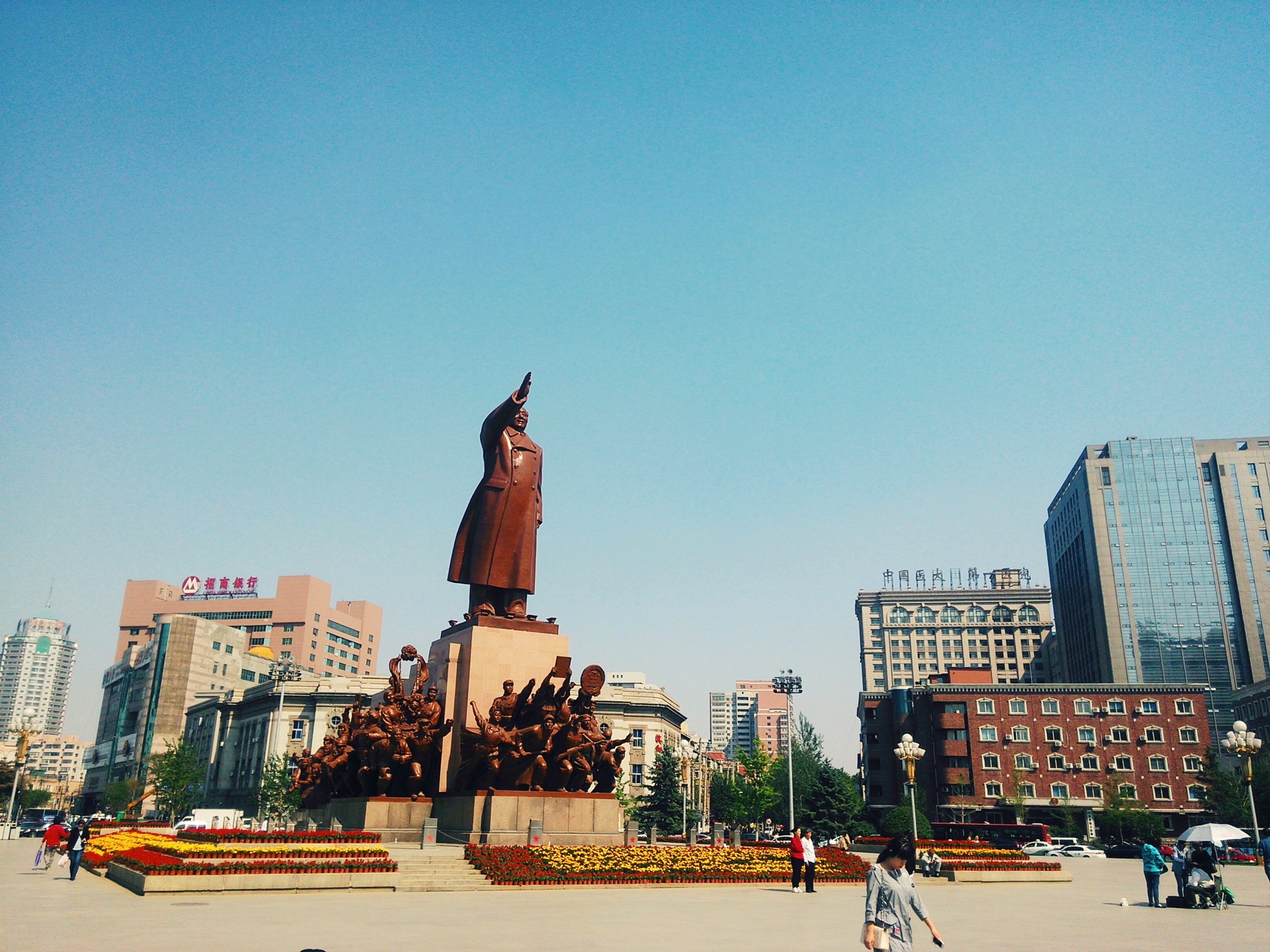
由鲁迅美术学院设计的沈阳中山广场毛泽东塑像于1969年竣工，亦是全国最大的玻璃钢雕塑

- 河北
  - 石家庄人民广场
  - 邯郸
    - 人民路交警大队大院门口
    - 沁河名人会馆门口

- - 张家口
    - 文化广场
    - 张家口钻探机械厂
- 山西
  - 晋城
    - 人民广场毛主席像
- 内蒙古
  - 包头
    - 内蒙第一机械厂
    - 内蒙古电建三公司
    - 包头铝厂 (今包铝股份)
    - 中国兵器内蒙古一机集团
    - 中国核工业集团第202工厂
    - 包钢东方红俱乐部
- 黑龙江
  - 齐齐哈尔
    - 中国一重集团
    - 中国兵器建华机械厂
    - 一重集团职工医院
    - 中国兵器和平机械厂
    - 齐齐哈尔展览馆前广场
    - 齐齐哈尔大民镇

  - 佳木斯
    - 佳木斯儿童公园

  - 哈尔滨
    - 哈尔滨市委
    - 哈尔滨铁路局
    - 哈尔滨机车厂
    - 解放军驻哈尔滨某部
- 吉林
  - 长春
    - 胜利公园
    - 长春电影制片厂
    - 航天工业部第133研究所

  - 吉林市
    - 世纪广场
- 辽宁
  - 沈阳
    - 中山广场

- - 凌源
    - 国营向东化工厂
    - 杨杖子镇

  - 丹东
    - 丹东火车站广场

#### 华东
- 江苏
  - 南京
    - 南京长江大桥管理局
    - 栖霞区十月镇

- 浙江
  - 杭州
    - 浙江大学玉泉校区

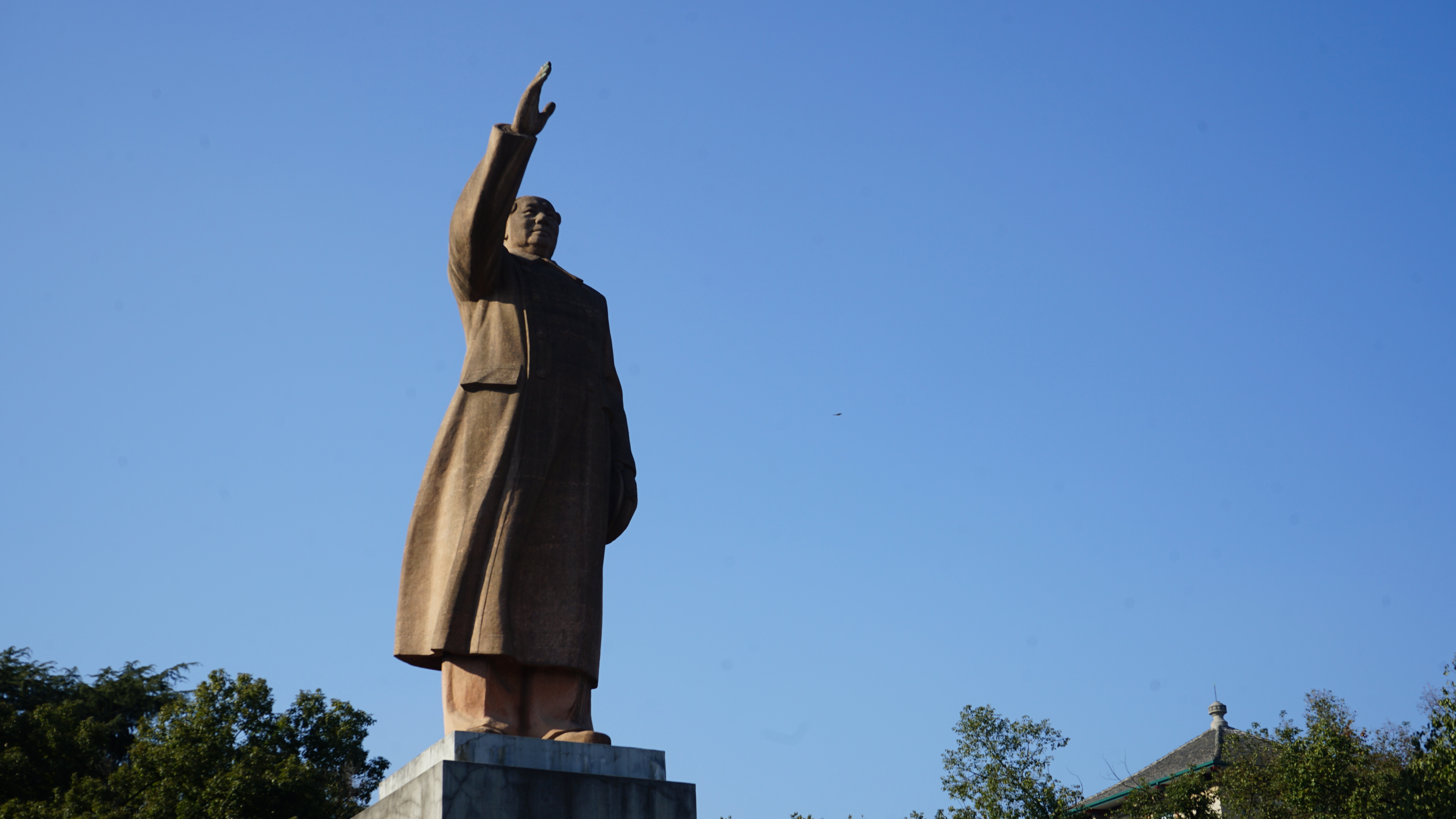
浙江大学玉泉校区毛泽东像

    - 杭州箫山区工人路上的杭州第二棉纺织厂（今杭州中汇纺织集团浙江中汇纺织公司）门前

#### 华南
- 广东
- 海南
  - 三亚
    - 西沙群岛驻守海军招待所，系最南端一座

  - 昌江 
    - 海南钢铁厂昌江铁矿厂电影院门
- 贵州
  - 凯里市鸭塘镇公路边（1967年立）
- 湖南
  - 长沙
    - 金像广场
    - 橘子洲，毛泽东青年艺术雕像

  - 湘潭
    - 韶山站（落成于1967年12月28日）

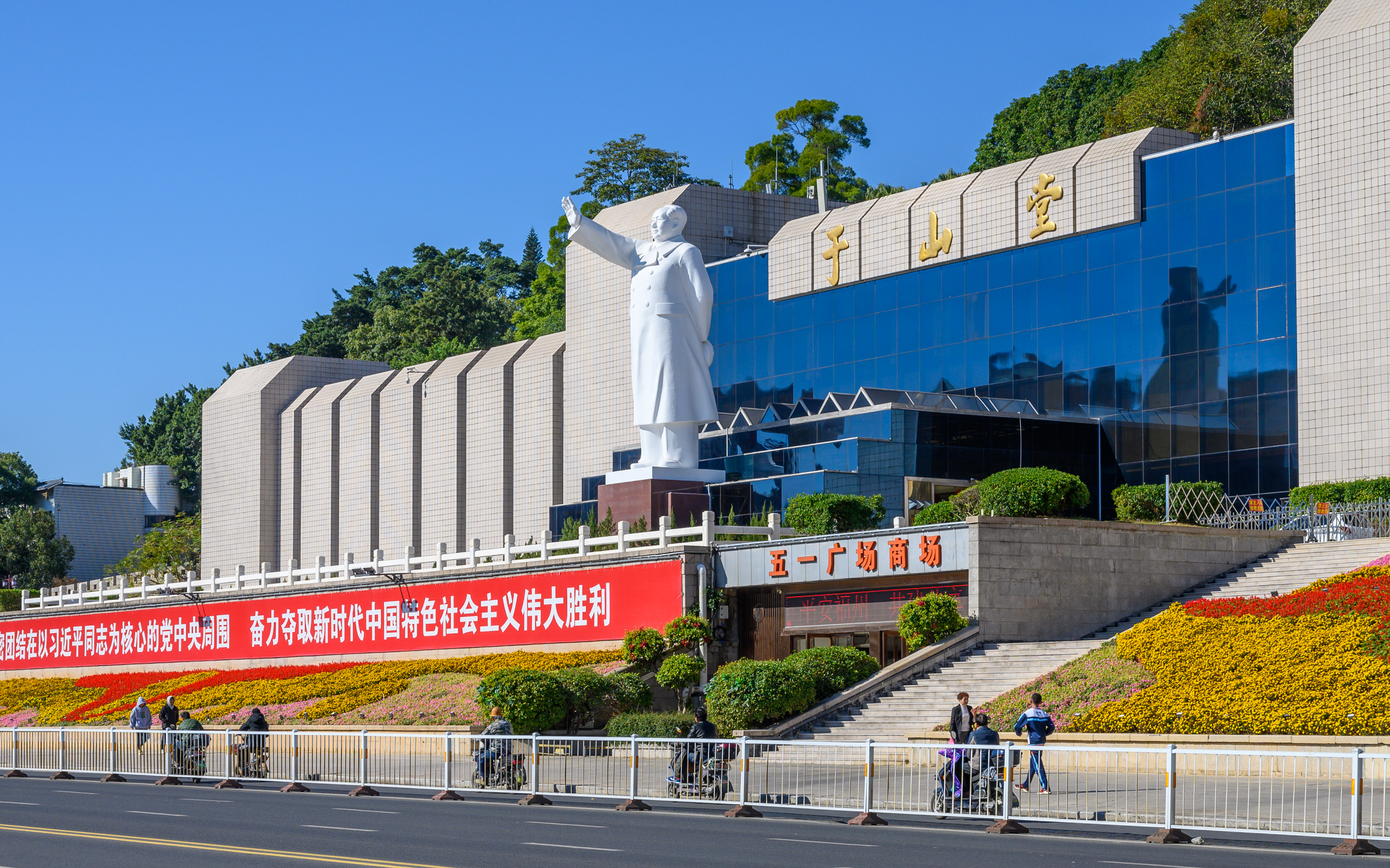
位于福州五一广场（于山堂前）的毛泽东塑像

- 福建
  - 福州
    - 五一广场

  - 武平县
    - 新华书店

#### 华中
- 湖北
  - 武汉
    - 武汉市委
    - 武汉剧院
    - 武汉钢铁厂
    - 武汉船厂（非正装，2003年立）

  - 黄石
    - 黄石电厂
    - 黄石华新水泥厂
    - 黄石一门

#### 西部和西北
- 重庆
  - 重庆南开中学
- 四川
  - 成都
    - 天府广场
    - 成都军区

  - 小金县
    - 两河口（原林业局塑）
    - 原泸州化工厂俱乐部门口  已拆掉。
- 新疆
  - 乌鲁木齐雅玛里克山上，落成于1952年，原十月拖拉机厂，今红十月小区
  - 喀什人民广场
- 云南
  - 丽江
    - 东方红广场
    - 原丽江运输公司
- 宁夏
  - 银川
    - 红太阳商场

  - 中卫
    - 红太阳广场
- 青海
  - 西宁
    - 山川机械厂
- 贵州
  - 贵阳
    - 贵阳民族宫

  - 遵义
    - 遵义茅草铺客运站
- 陕西
  - 宝鸡
    - 秦川机械厂

### 大学

#### 重点大学

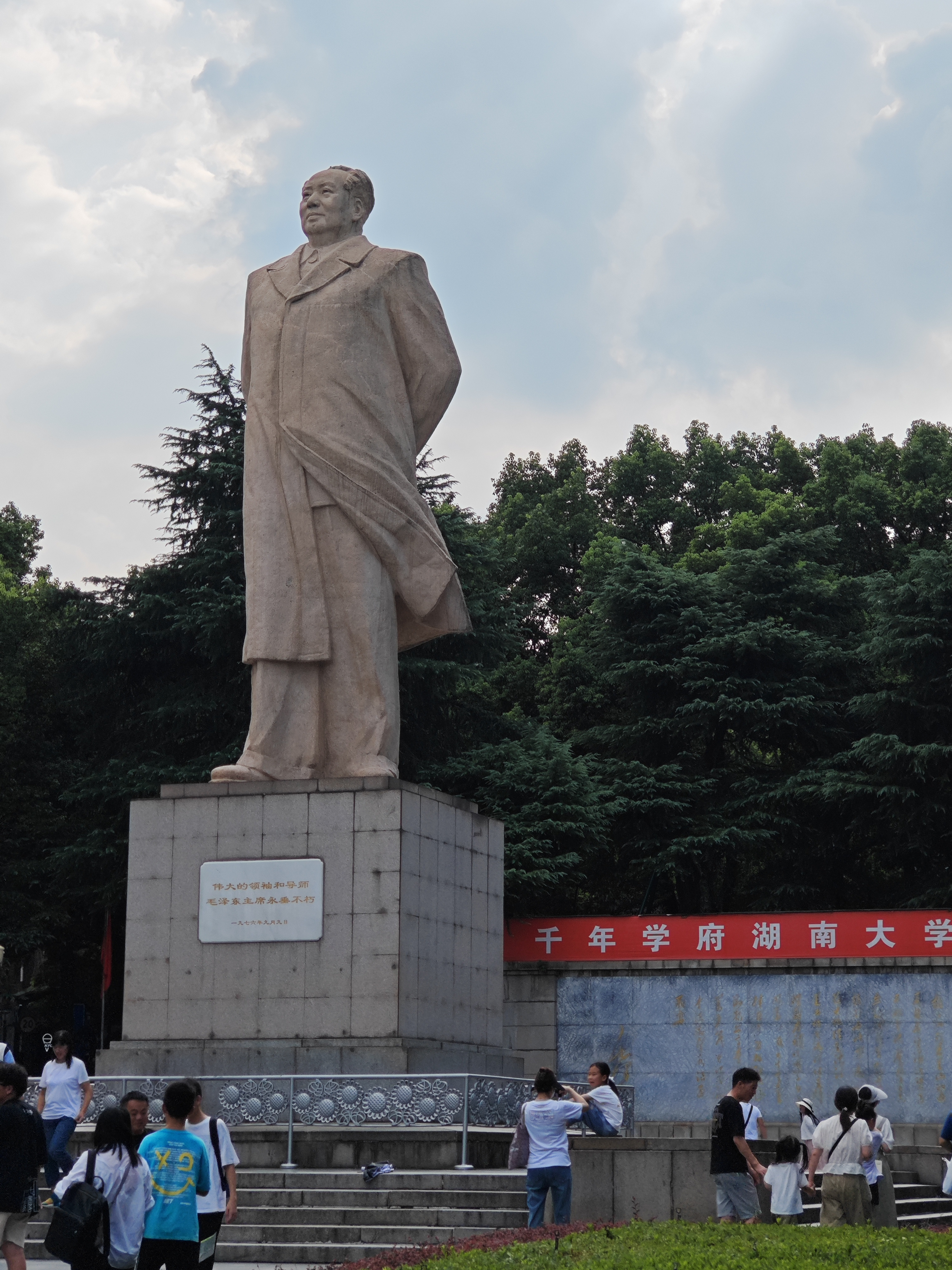
位于湖南大学东方红广场的毛泽东雕像

- 清华大学，1967年，全国第一座，位于清华二校门原址，今拆毁重建二校门。
- 同济大学
- 复旦大学
- 重庆大学
- 大连理工大学
- 华中科技大学
- 湖南大学
- 四川大学

#### 其他分地区大学列表

##### 华北东北
- 北京
  - 北京钢铁学院，1967年，随学校改名北京科技大学今存，与今中国地大毛泽东像隔街相望互相挥手。
  - 中国地质大学研究生部，今中国地质大学（北京）。
  - 北京体育大学
  - 北京农业大学（今中国农业大学）存有。
  - 北京林业大学
  - 北京理工大学
  - 北方交通大学（今北京交通大学）
  - 北京化工大学
- 山东
  - 山东师范大学
- 山西
  - 山西大学
- 黑龙江
  - 哈尔滨
    - 哈尔滨工程大学11号教学楼

##### 华东
- 上海
  - 上海理工大学
  - 上海水产大学
  - 华东理工大学
  - 华东师范大学
- 浙江
  - 杭州
    - 浙江大学
- 安徽
  - 合肥
    - 安徽医科大学毛主席塑像，全省高校唯一的一座。

##### 西部和西北
- 重庆
  - 重庆医科大学本部
  - 重庆医科大学大学城校区，2008年，高20.6米，据称全国第一高。
  - 西南大学（原西南师范学院）
- 宁夏
  - 宁夏师范学院，2013年9月26日立。[4]

## 欧洲

### 法国
- 蒙彼利埃“20世纪广场”[2]

## 相关人物
- 成文军[2]